# Бібліографія Ларрі Нівена
Список творів американського фантаста Ларрі Нівена, написаних самостійно і у співавторстві.

### Розповіді про відомий космос
Відомий космос -- вигаданий всесвіт, описаний в романах і збірках оповідань Ларрі Нівена. Друкується з грудня 1964.
- Світ птавів (англ. World of Ptavvs), 1966.
- Дарунок із Землі (англ. A Gift from Earth), 1968.
- Нейтронна зірка (англ. Neutron Star), 1968, збірка.
- Вигляд космосу (англ. The Shape of Space), 1969, збірка.
- Захисник (англ. Protector), 1973, номінації Г'юго і Локус 1974.
- Розповіді про відомий космос: Всесвіт Ларрі Нівена (англ. Tales of Known Space: The Universe of Larry Niven), 1975, збірка.
- Довгорукий Джил Гамільтон (англ. The Long ARM of Gil Hamilton), 1976, збірка.
- Клаптикова дівчина (англ. The Patchwork Girl), 1980.
- Світ птавів / Дарунок із Землі / Нейтронна зірка, 1991, спільне видання.
- Розтрощ: Збірка розповідей про Беовульфа Шеффера(англ. Crashlander: The Collected Tales of Beowulf Shaeffer), 1994, збірка.
- Плоскоземелець (англ. Flatlander), 1995, нова редакція Довгорука Джила Гамільтона з додаванням Клаптикової дівчини.
- Три книги про відомий космос (англ. Three Books of Known Space), 1996, передрук Розповідей про відомий космос... з Безум має власне місце (англ. Madness Has Its Place) замість Прикордоння Сонця (англ. The Borderland of Sol) з додаванням Світу птавів і Дарунка із Землі.

#### Світ-Кільце
- Світ-Кільце (англ. Ringworld), 1970, Неб'юла 1970,Г'юго і Локус 1971.
- Інженери Світу-Кільця (англ. The Ringworld Engineers), 1979, номінації Г'юго і Локус 1981.
- Трон Світу-Кільця (англ. The Ringworld Throne), 1996.
- Діти Світу-Кільця (англ. Ringworld's Children), 2004.

- Путівник світом кільця Ларрі Нівена (англ. Guide to Larry Niven's Ringworld), 1994, співатор Кевін Стейн.

#### Світи (співавтор Едвард Лернер)
- Флот світів (англ. Fleet of Worlds), 2007.
- Жонглер світів (англ. Juggler of Worlds), 2008.
- Знищувач світів (англ. Destroyer of Worlds), 2009.
- Зрадник світів (англ. Betrayer of Worlds). 2010.
- Доля світів (англ. Fate of Worlds), 2012. -- також вважається закінченням серії Світ-Кільце.

#### Війни людей проти кзінів
Збірки творів
- Війни людей проти кзінів (англ. Man-Kzin Wars), 1988.
- Війни людей проти кзінів II  (англ. Man-Kzin Wars II), 1989.
- Війни людей проти кзінів III (англ. Man-Kzin Wars III), 1990.
- Війни людей проти кзінів IV (англ. Man-Kzin Wars IV), 1991.
- Війни людей проти кзінів V (англ. Man-Kzin Wars V), 1992.
- Війни людей проти кзінів VI (англ. Man-Kzin Wars VI), 1994.
- Війни людей проти кзінів VII (англ. Man-Kzin Wars VII), 1995.
- Війни людей проти кзінів VIII: Називання (англ. Man-Kzin Wars VIII: Choosing Names), 1998.

- Найкраща з усіх можливих війн: Найкраще з війн людей проти кзінів (англ. The Best of All Possible Wars: The Best of the Man-Kzin Wars), 1998.

- Війни людей проти кзінів IX (англ. Man-Kzin Wars XI), 2002.
- Війни людей проти кзінів  X: Чудова війна (англ. Man-Kzin Wars X: The Wunder War), 2003.
- Війни людей проти кзінів XI (англ. Man-Kzin Wars XI), 2005.
- Війни людей проти кзінів XII (англ. Man-Kzin Wars XII), 2009.
- Війни людей проти кзінів XIII (англ. Man-Kzin Wars XIII), 2012.
- Війни людей проти кзінів XIV (англ. Man-Kzin Wars XIV), 2013.
- Війни людей проти кзінів XV (англ. Man-Kzin Wars XV), 2019.

Романи
- Котячий будинок: Роман про війни людей проти кзінів (англ. Cathouse: A Novel of the Man Kzin-Wars), 1990, співавтор Дін Інґ -- поєднані два оповідання з перших двох книг серії.
- Дитяча година: Роман про війни людей проти кзінів (англ. The Children's Hour: A Novel of the Man-Kzin Wars), 1991, співавтори Джеррі Пурнелл і Стівен Стірлінг -- використано матеріали з другого і третього томів.
- Непостійна зірка (англ. Inconstant Star), 1991, співавтор Пол Андерсон -- поєднані два оповідання з першого і третього томів серії.
- Темніша геометрія (англ. A Darker Geometry), 1996, співавтори Марк Мартін і Грегорі Бенфорд -- використано матеріали з сьомого тому.
- Доми Кзінті (англ. The Houses of the Kzinti), 2002, співавтори Дін Інґ, Джеррі Пурнелл, Стівен Стірлінг -- поєднані Котячий будинок... і Дитяча година....
- Кузня долі: Роман про війни людей проти кзінів (англ. Destiny's Forge: A Man-Kzin Wars Novel), 2007, співавтор Пол Чеф.

### Держава
- Світ поза часом (англ. A World Out of Time), 1976 -- номінація Локус 1977.
- Єднальні дерева (англ. The Integral Trees), 1984 -- премія Локус 1985, номінації Небʼюла 1984 і Хʼюґо 1985.
- Димне кільце (англ. The Smoke Ring), 1987.

### Магія зникає
- Незабаром після кінця (англ. Not Long before the End), 1969.
- Чи зручний скляний кинджал? (англ. What Good Is a Glass Dagger?), 1972.
- Магія зникає (англ. The Magic Goes Away), 1978.
- Магія повернеться (англ. The Magic May Return), 1981.
- Більше магії (англ. More Magic), 1984.
- Час чорнокнижника (англ. The Time of the Warlock), 1984.
- Збірка магія зникає (англ. The Magic Goes Away Collection), 2005, спільне видання.

### Георот
- Спадщина Георота (англ. The Legacy of Heorot), 1987, співавтори Стівен Барнс, Джеррі Пурнелл, перша книга серії.
- Діти Беовульфа (англ. Beowulf's Children), 1995, співавтори Стівен Барнс, Джеррі Пурнелл, друга книга серії.
- Драгуни Георота (англ. The Dragons of Heorot), 1996, співавтори Стівен Барнс, Джеррі Пурнелл, британське видання другої книги серії.
- Дорога долі (англ. Destiny's Road), 1997, непряме продовження серії (події з перших двох побіжно згадано), третя книга серії.
- Таємниця острова чорного корабля (англ. The Secret of Black Ship Island), 2012, співавтори Стівен Барнс, Джеррі Пурнелл, четверта книга серії.
- Зоренароджені і божі сини (англ. Starborn & Godsons), 2020, співавтори Стівен Барнс, Джеррі Пурнелл, пʼята випущена, третя книга серії.

## Твори, написані спільно з Джеррі Пурнеллом
- Молот Люцифера (англ. Lucifer's Hammer), 1977 -- номінація Хʼюґо, 1978.
- Клятва вірності (англ. Oath of Fealty), 1981.
- Поступ (англ. Footfall), 1985 -- номінація Хʼюґо і Локус, 1986.

### Серія Данте
- Інферно (англ. Inferno), 1976 -- номінації Хʼюґо і Небʼюла, 1976.
- Втеча з пекла (англ. Escape from Hell), 2009.

### Мошки (частинаСпівволодіння)
- Мошка у зіниці Господа (англ. The Mote in God's Eye), 1974 -- номінації Хʼюґо, Небʼюла, Локус, 1975.
- Стискаюча рука (англ. The Gripping Hand), 1993.

### Золота дорога (всесвіт Магія зникає)
- Палаюче місто (англ. The Burning City), 2000.
- Палаюча вежа (англ. Burning Tower), 2005.

## Твори, написані спільно зі Стівеном Барнсом
- Зниження "Анансі" (англ. The Descent of Anansi), 1982.
- Вибір Ахіла (англ. Achilles' Choice), 1991.
- Гонка Сатурна (англ. Saturn's Race), 2001.
- Морське тату (англ. The Seascape Tattoo), 2016, частина всесвіту Магія зникає.

### Парк мрій
- Парк мрій (англ. Dream Park), 1981 -- номінація Локус, 1982.
- Проєкт Барсума (англ. The Barsoom Project), 1989.
- Каліфорнійська гра у вуду (англ. The California Voodoo Game), 1992.
- Гра у місячний лабіринт (англ. The Moon Maze Game), 2011.

## Твори, написані спільно з Грегорі Бенфордом

### Чаша раю
- Чаша раю (англ. Bowl of Heaven), 2012.
- Кораблезоря (англ. Shipstar), 2014.
- Славетень (англ. Glorious), 2020.

## Інші романи
- Літаючі чаклуни (англ. The Flying Sorcerers), 1971, співавтор Девід Ґерролд.
- База берсеркерів: співавторський роман (англ. Berserker Base: A Collaborative Novel), 1984, співавтори Пол Андерсон, Ежвард Браянт, Стівен Дональдсон, Фред Сейберхеген, Конні Вілліс, Роджер Желязни.
- Занепалі ангели (англ. Fallen Angels), 1991, співавтори Джеррі Пурнелл, Майкл Флінн .
- Будування арлекінського місяця (англ. Building Harlequin's Moon), 2005, співавтор Бренда Купер.
- Камінь Голіафа (англ. The Goliath Stone), 2013, співавтор Метью Харрінгтон.

## Інші збірки
- Уся безліч шляхів (англ. All the Myriad Ways), 1971.
- Політ коня (англ. The Flight of the Horse), 1973, пʼять оповідань згодом видано у збірці "Райдужний Марс".
- Непостійний місяць (англ. Inconstant Moon), 1973, британське видання.
- Космічна діра (англ. A Hole in Space), 1974.
- Збіжні оповідки (англ. Convergent Series), 1979.
- Закони Нівена (англ. Niven's Laws), 1984.
- Межі (англ. Limits), 1985.
- Всесвіт Н (англ. N-Space), 1990.
- Ігрові майданчики розуму (англ. Playgrounds of the Mind), 1991.
- Поєднання галактик (англ. Bridging the Galaxies), 1993.
- Райдужний Марс (англ. Rainbow Mars), 1999.
- Розкиданий мозок (англ. Scatterbrain), 2003.
- Оповідання Ларрі Нівена, том 1 (англ. Larry Niven Short Stories Volume 1), 2003.
- Оповідання Ларрі Нівена, том 2 (англ. Larry Niven Short Stories Volume 2), 2003.
- Оповідання Ларрі Нівена, том 3 (англ. Larry Niven Short Stories Volume 3), 2003.
- Шинок дракона (англ. The Draco Tavern), 2006.
- Зорі і боги (англ. Stars and Gods), серпень 2010.
- Найкраще з Ларрі Нівена (англ. The Best of Larry Niven), листопад 2010.

## Графічні романи і мальописи
- Незабаром після кінця (англ. Not Long before the End), преказали Дуг Монч і Віченте Алькасар, травень 1975.
- Уся безліч шляхів (англ. All the Myriad Ways), автор-художник Говард Чайцін, вересень 1975.
- Магія зникає (англ. The Magic Goes Away), автор Пол Купперберг, художник Ян Дурсема, 1986.
- A.R.M (англ. A.R.M), 1990.
- Смерть від насолоди (англ. Death by Ecstasy: Illustrated Adaptation of the Larry Niven Novella), 1991.
- Зелений ліхтар: розповідь про Ґантета (англ. Green Lantern: Ganthet's Tale), співавтор Джон Бірн, 1992.
- Світ-Кільце: графічний роман (англ. Ringworld: The Graphic Novel), 2014, переказав Роберт Мандел, малював Шон Лам.
- Світ-Кільце: графічний роман, частина друга (англ. Ringworld: The Graphic Novel, Part Two), 2015, переказав Роберт Мандел, малював Шон Лам.

## Джерело
Бібліографія за серіями [Архівовано 1 травня 2020 у Wayback Machine.](англ.) База даних фантастичних творів